# Piața Mare din Bruxelles
Piața Mare (în franceză Grand Place, pronunțat [ɡʁɑ̃ plas]; în neerlandeză Grote Markt – pronunțieⓘ pronunție în neerlandeză [ɣro.tə mɑrkt]) este piața centrală din orașul Bruxelles, Belgia. Ea este înconjurată de casele breslelor, de primăria orașului, și de Casa Regală (în franceză Maison du Roi, neerlandeză Broodhuis). Piața este cea mai importantă atracție turistică a orașului și principalul său reper, alături de Atomium și Manneken Pis. Ea măsoară 68x110 m, și este trecută în patrimoniul mondial UNESCO.

## Istorie

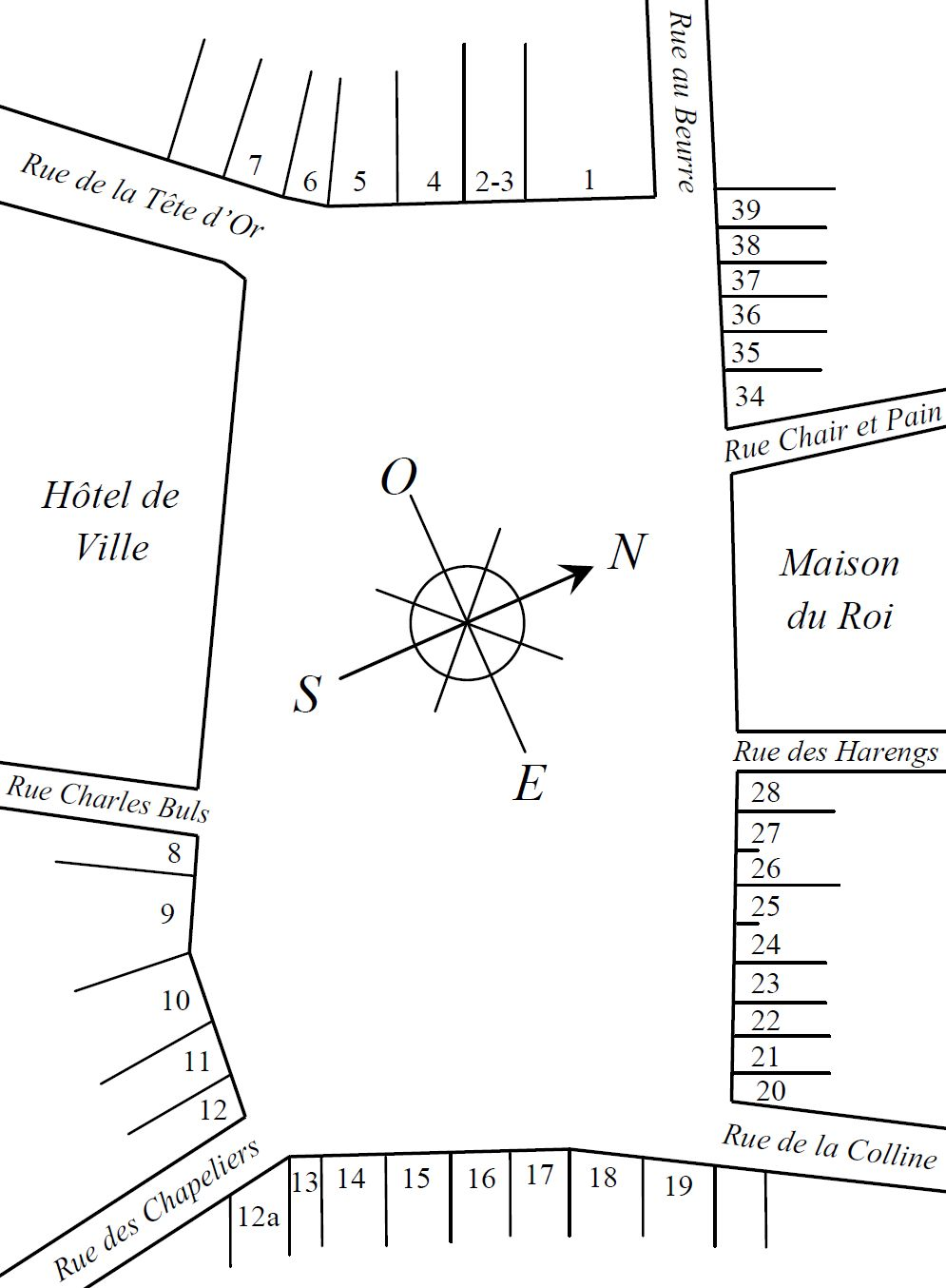
Planul pieţei

În secolul al X-lea, Carol, Duce de Lorena Inferioară a construit o cetate pe Insula Saint-Géry, punctul aflat cel mai mult în interiorul continentului pe râul Senne unde acest râu mai este navigabil. Aceasta a fost punctul de plecare pentru dezvoltarea orașului ce avea să devină Bruxelles. Înainte de sfârșitul secolului al XI-lea, pe o mlaștină asanată și înconjurată de dune de nisip, de lângă cetate, se înființase o piață în aer liber. Piața a fost botezată Nedermerckt, sau Piața de Jos.
Piața s-a dezvoltat foarte probabil într-o perioadă de dezvoltare comercială a Bruxelles. Un document din 1174 atestă o „piață de jos” (în latină forum inferius) nu departe de portul de pe Senne. Piața era bine așezată de-a lungul Steenweg (drum înălțat), importantă arteră comercială ce lega regiunile prospere din Renania de Comitatul Flandrei.
La începutul secolului al XIII-lea, se construiseră trei piețe acoperite la marginea nordică a Pieței Mari: o piață de carne, o piață de pâine și o piață de țesături. Aceste clădiri, care îi aparțineau ducelui de Brabant, permiteau expunerea mărfii și pe vreme rea, dar permiteau ducilor și să țină evidența stocurilor și vânzărilor, pentru a colecta taxe. Alte clădiri, din lemn sau piatră, închideau Piața Mare.

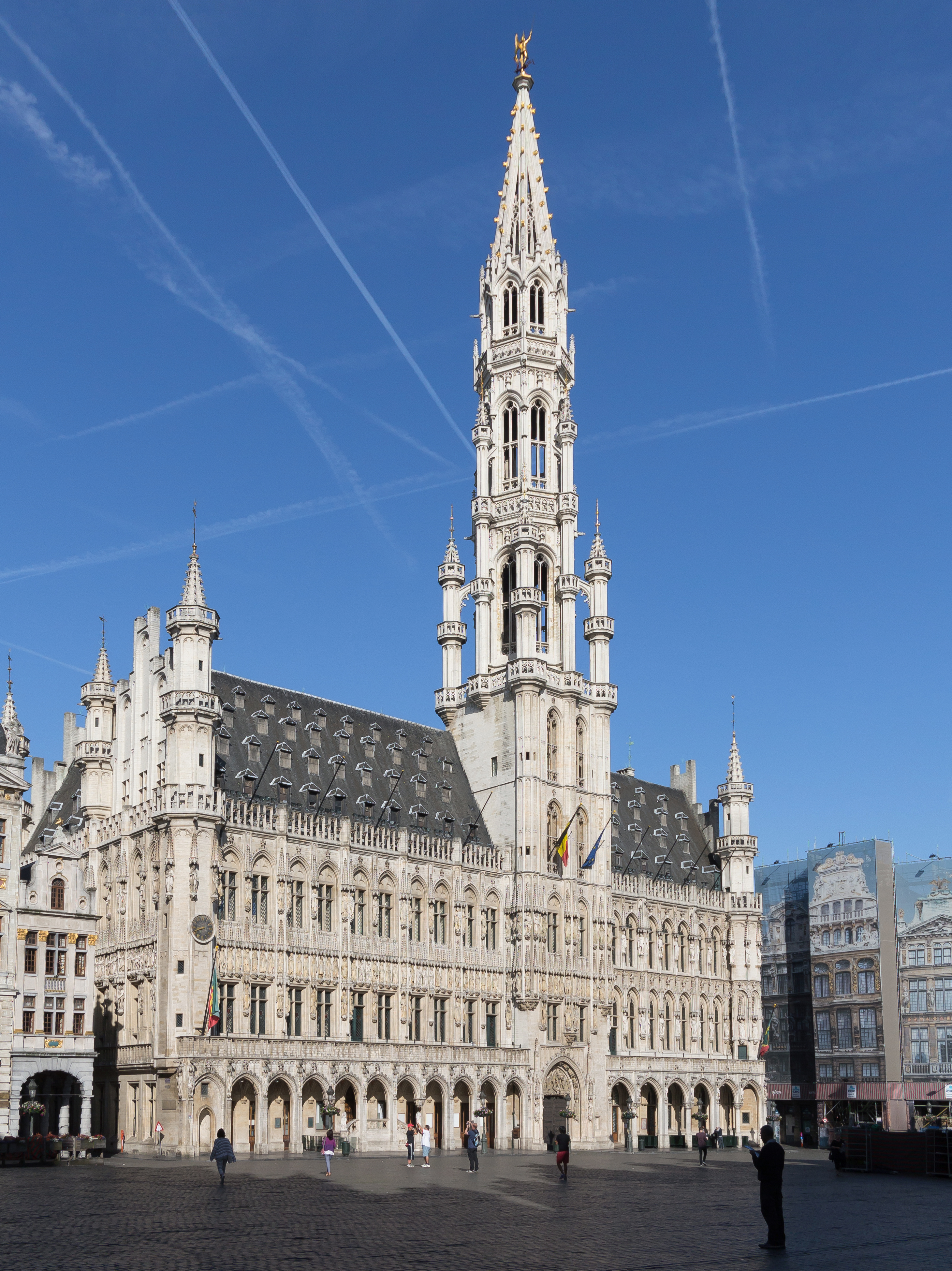
Primăria din Bruxelles are înălțime și are deasupra o statuie de 3 metri a Arhanghelului Mihail ucigând un demon

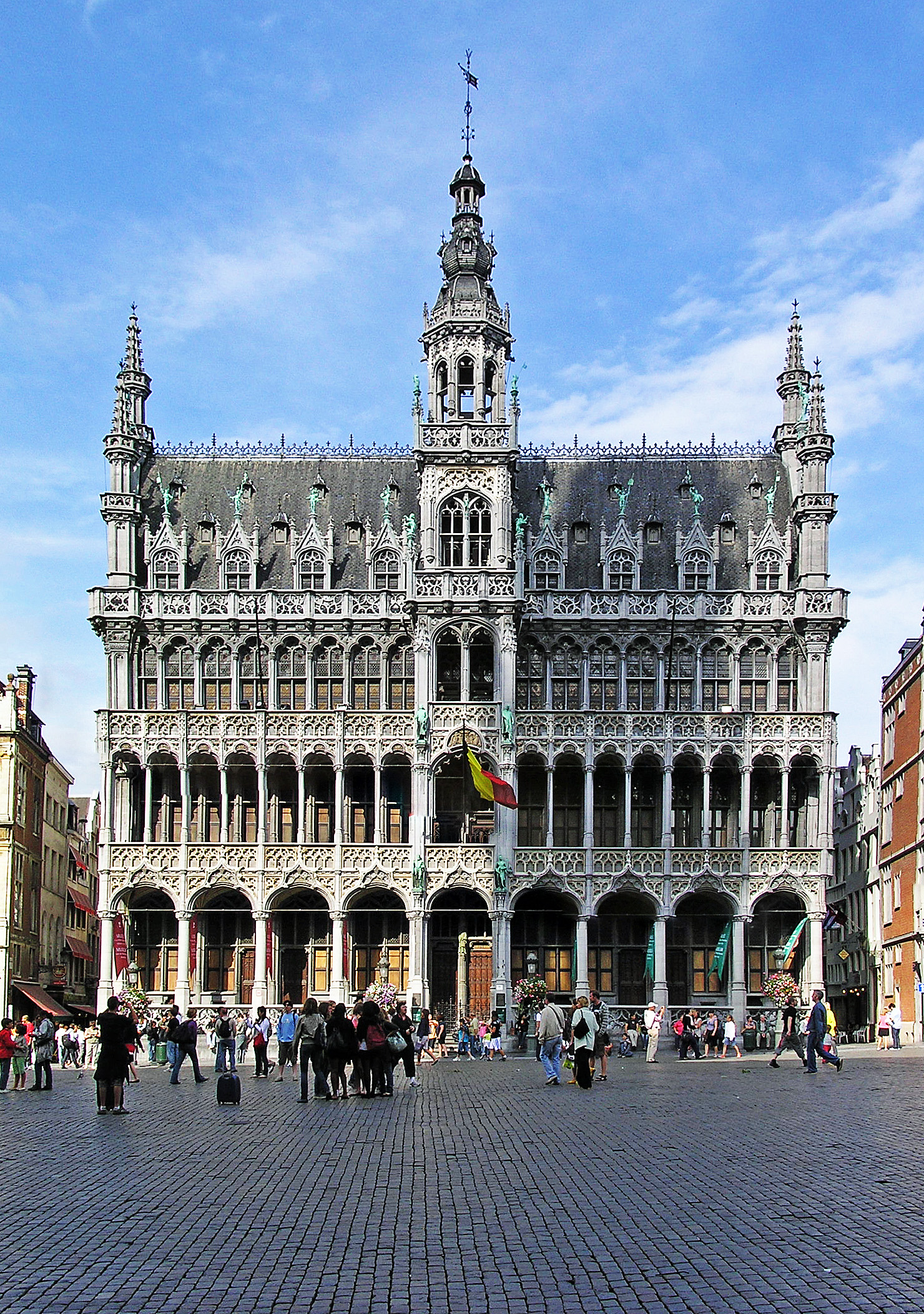
Maison du Roi (Casa Regală), sau Broodhuis (Casa Pâinii).

Începând cu secolul al XIV-lea, s-au adus îmbunătățiri Pieței Mari, concomitent cu creșterea importanței negustorilor locali în raport cu nobilimea. Din lipsă de bani, ducele a transferat controlul morilor și comerțului către autoritățile locale. Orașul Bruxelles, ca și orașele învecinate Mechelen și Leuven au construit o mare piață de țesături, acoperită, la sud de Piața Mare. În acest moment, aceasta din urmă era încă haotic organizată, clădirile de pe margine având un amestec pestriț de grădini și acareturi neregulate. Primăria a expropriat și a demolat mai multe clădiri care încurcau Piața Mare și a definit formal perimetrul acesteia.
Primăria din Bruxelles a fost construită în partea de sud a pieței în mai multe etape între 1401 și 1455, și a făcut din Grand Place sediul puterii orășenești. Ea are 96 m înălțime și are deasupra o statuie de 3 metri a Arhanghelului Mihail ucigând un demon. Pentru a contrabalansa acest simbol al puterii autorităților locale, între 1504 și 1536 ducele de Brabant a construit o mare clădire vis-a-vis de primărie, ca simbol al puterii ducale. Ea a fost construită pe locul primelor piețe de țesături și de pâine, care nu mai erau folosite, și a primit numele de Casa Regală (în olandeza de mijloc, 's Conincxhuys), deși niciun rege nu a locuit vreodată acolo. Actualmente, ea este denumită astfel doar în franceză (Maison du roi), în neerlandeză fiind în continuare denumită Broodhuis (Casa Pâinii), după piața care se afla anterior pe locul ei. Negustorii bogați și din ce în ce mai puternicele bresle din Bruxelles și-au construit case de-a lungul muchiilor pieței.
La 13 august 1695, o armată franceză de 70.000 de oameni în frunte cu mareșalul François de Neufville, duce de Villeroi a început bombardarea Bruxelles-ului în tentativa de a atrage forțele Ligii de la Augsburg din asediul Namurului din sudul Belgiei de astăzi. Francezii au lansat un bombardament masiv asupra centrului nefortificat al orașului, cu tunuri și mortiere, arzându-l și dărâmând majoritatea clădirilor din zona Pieței Mari. Doar ruinele de piatră ale primăriei și câteva fragmente din celelalte clădiri au mai rămas. Este o ironie că tocmai primăria a scăpat cel mai puțin distrusă, întrucât ea era principala țintă a tirului de artilerie.

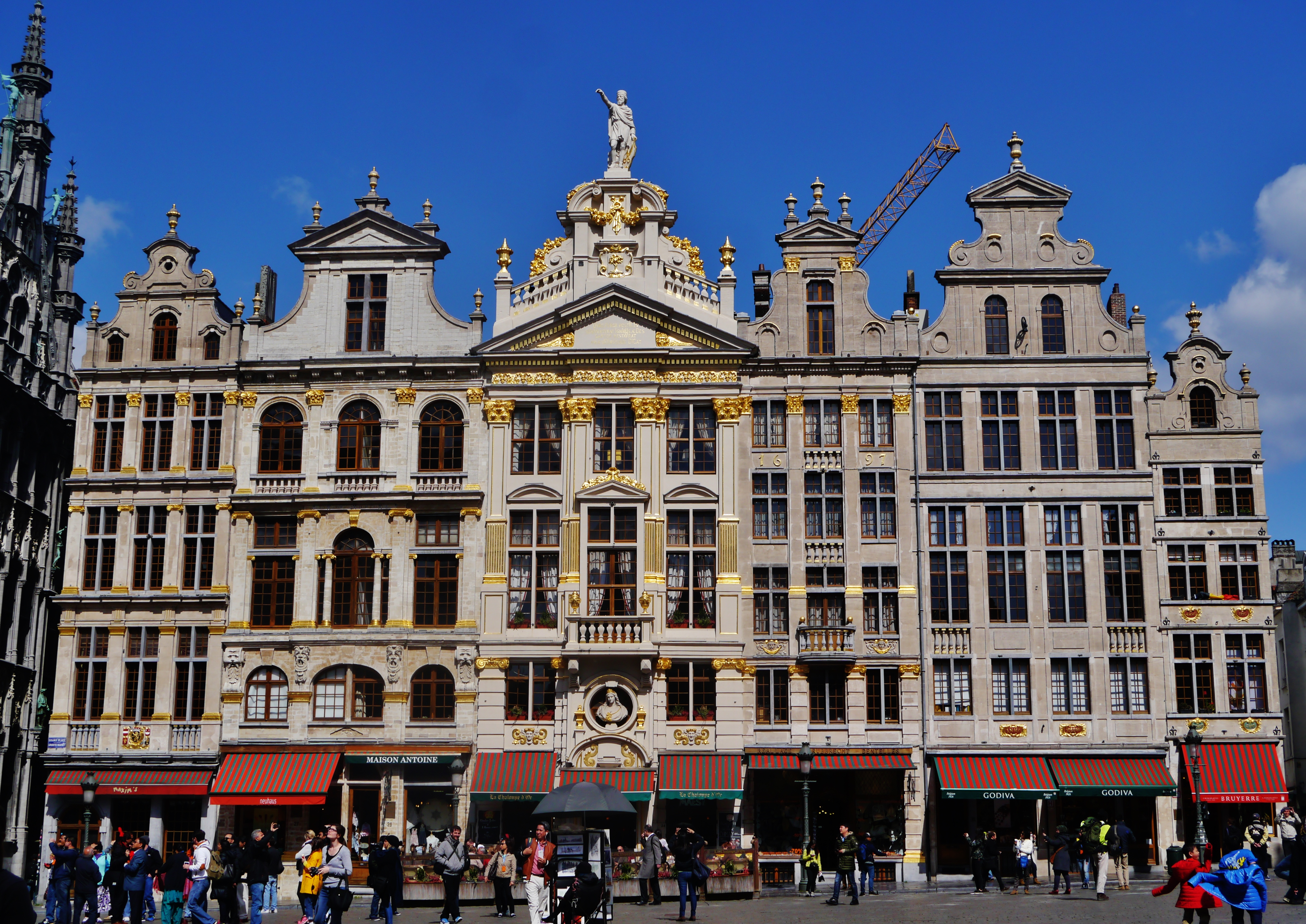
Casele breslelor din Piaţa Mare

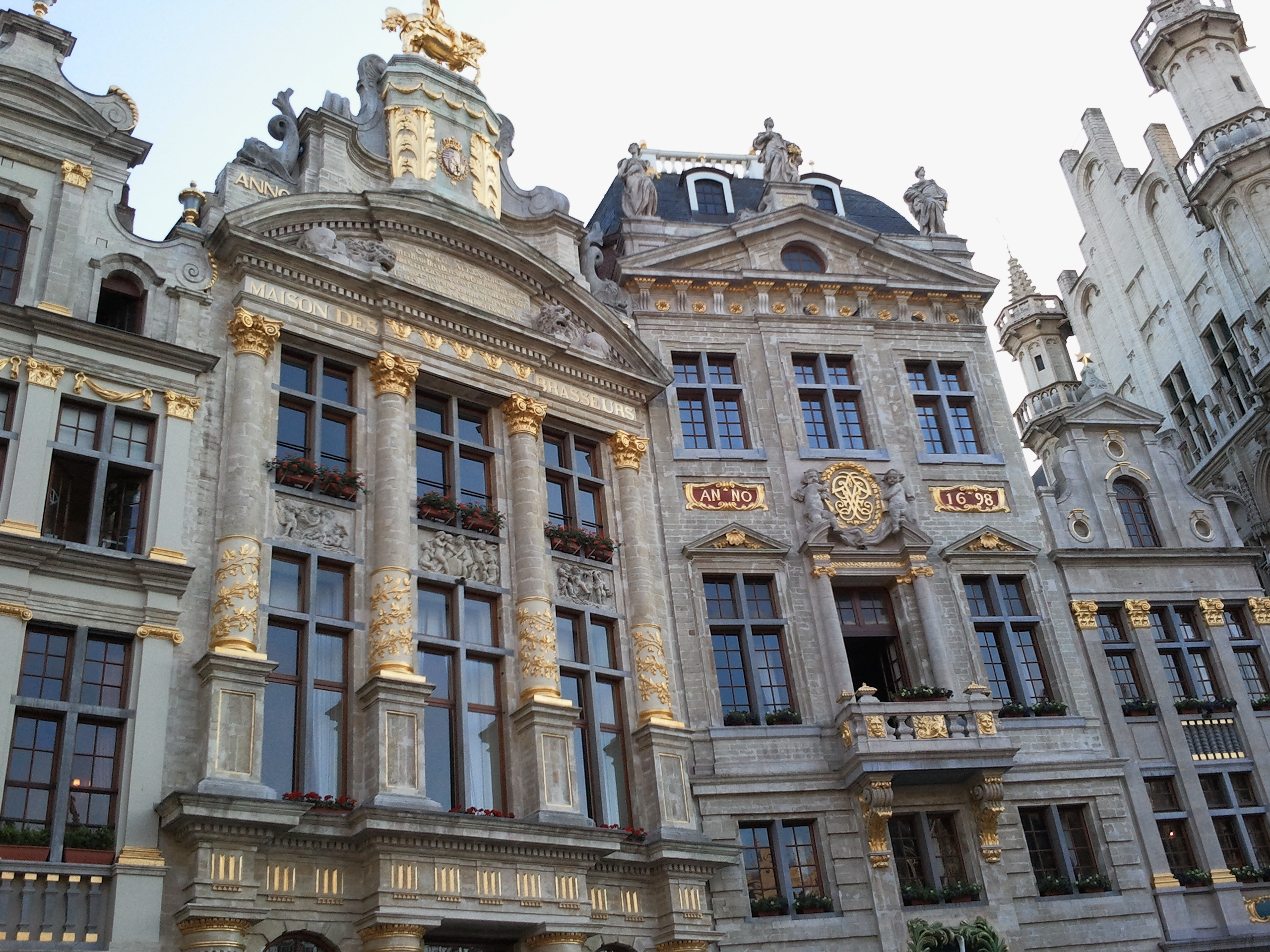
Detaliu al caselor breslelor

Piața a fost reconstruită de-a lungul următorilor patru ani de către breslele orașului. Eforturile lor au fost coordonate și reglementate de consilierii municipali și de guvernatorul Bruxelles-ului, care a impus ca planurile lor să fie transmise pentru aprobare autorităților. Astfel, a rezultat o dispunere remarcabil de armonioasă a Pieței Mari reconstruite, în ciuda combinației contrastante de stiluri gotic, baroc și Ludovic al XIV-lea.
La sfârșitul secolului al XVIII-lea, revoluționarii au jefuit Piața Mare, distrugând statuile nobilimii și simbolurile creștinismului. Casele breslelor au fost confiscate de stat și vândute. Clădirile au fost neglijate și au rămas în stare proastă, fațadele lor vopsite și stucate fiind deteriorate de poluare. Spre sfârșitul secolului al XIX-lea, primarul Charles Buls a readus Piața Mare la fosta ei frumusețe, clădirile fiind reconstruite sau restaurate.
Piața Mare a continuat să servească drept târg până la 19 noiembrie 1959, fiind numită în continuare în neerlandeză Grote Markt (Piața Mare, cu sensul de „Târgul Mare”). Străzile învecinate încă mai reflectă originea zonei, fiind denumite după negustorii de unt, brânză, pește, cărbune și așa mai departe. Piața Mare a fost inclusă de UNESCO în patrimoniul mondial în 1998. Una dintre case era în proprietatea breslei berarilor, și a devenit un muzeu al berii.

## Covorul de flori

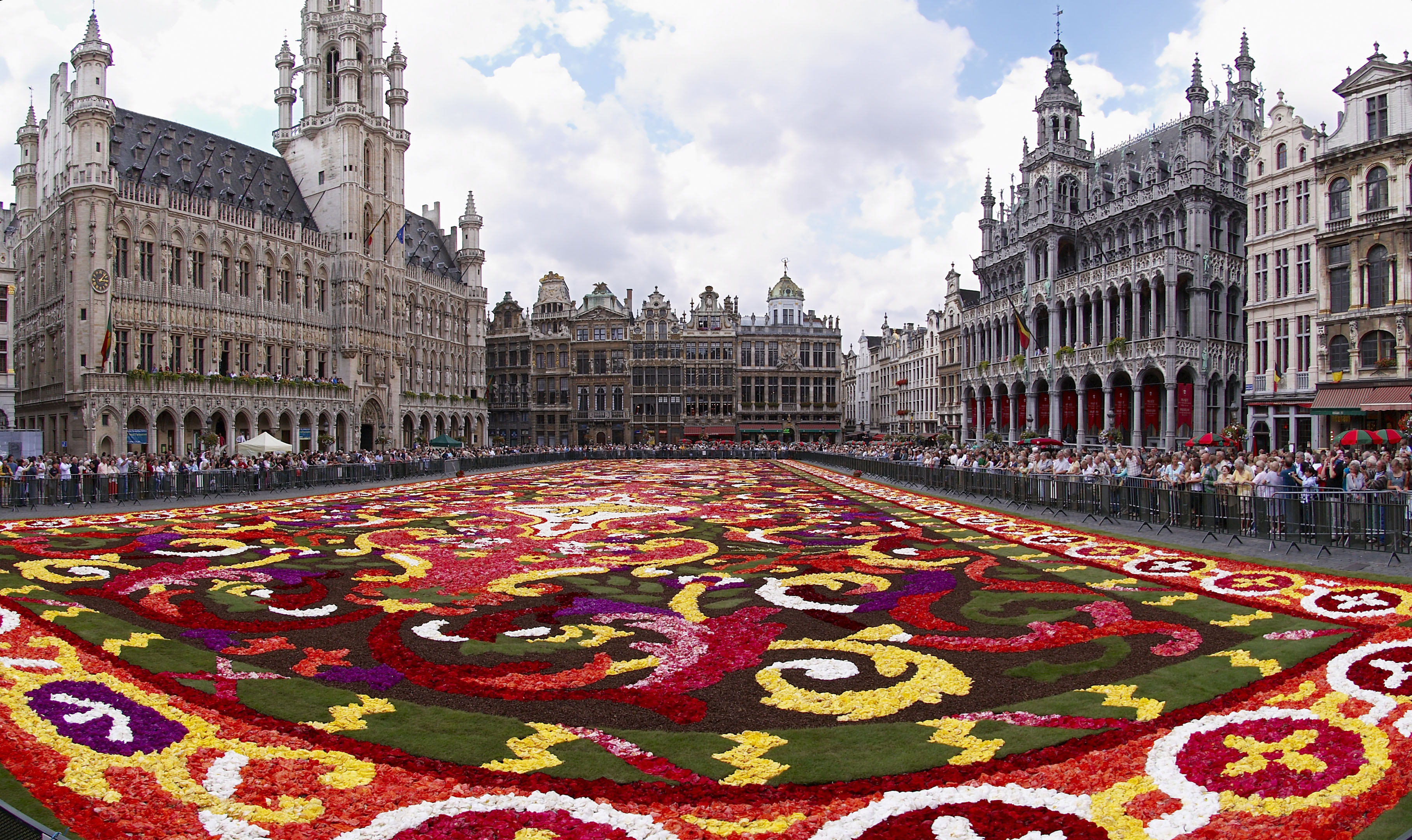
Covorul de flori în 2008

O dată la doi ani, în luna august, se face un enorm „covor de flori” în Piața Mare. Un milion de begonii colorate sunt întinse în diverse forme, iar expoziția acoperă o suprafață de 1.800 m², 24x77 m. Primul covor de flori a fost făcut în 1971, și datorită popularității, tradiția a continuat, covorul de flori atrăgând numeroși turiști.